# Pahaneva
Pahaneva är en sumpmark i Finland. Den ligger i Siikajoki i landskapet Norra Österbotten, i den centrala delen av landet, 500 km norr om huvudstaden Helsingfors.